# Osmia mongolica
Osmia mongolica är en biart som beskrevs av Morawitz 1880. Osmia mongolica ingår i släktet murarbin, och familjen buksamlarbin. Inga underarter finns listade i Catalogue of Life.